# I Believe I'll Dust My Broom
I Believe I'll Dust My Broom er en bluessang af Robert Johnson indspillet den 23, november 1936 i San Antonio i Texas. Den er en af 29 sange som Robert Johnson indspillede.

## Coverversioner
Sangen er blevet indspillet af en lang række kunstnere, bl.a. af Elmore James' i 1951. Elmore James' udgave er optaget i Blues Foundation "Blues Hall of Fame" i 1983.
Øvrige artister, der har indspillet sangen er bl.a.:
- Chuck Berry
- Canned Heat
- Fleetwood Mac
- Peter Green
- Elmore James
- Etta James
- Albert King
- B.B. King
- Freddie King
- Johnny Madsen
- Taj Mahal
- Eddie Meduza
- Steven Seagal
- ZZ Top
- Sonny Boy Williamson II
- Howlin' Wolf
- The Yardbirds